# Берёзовка (Харьковский район)

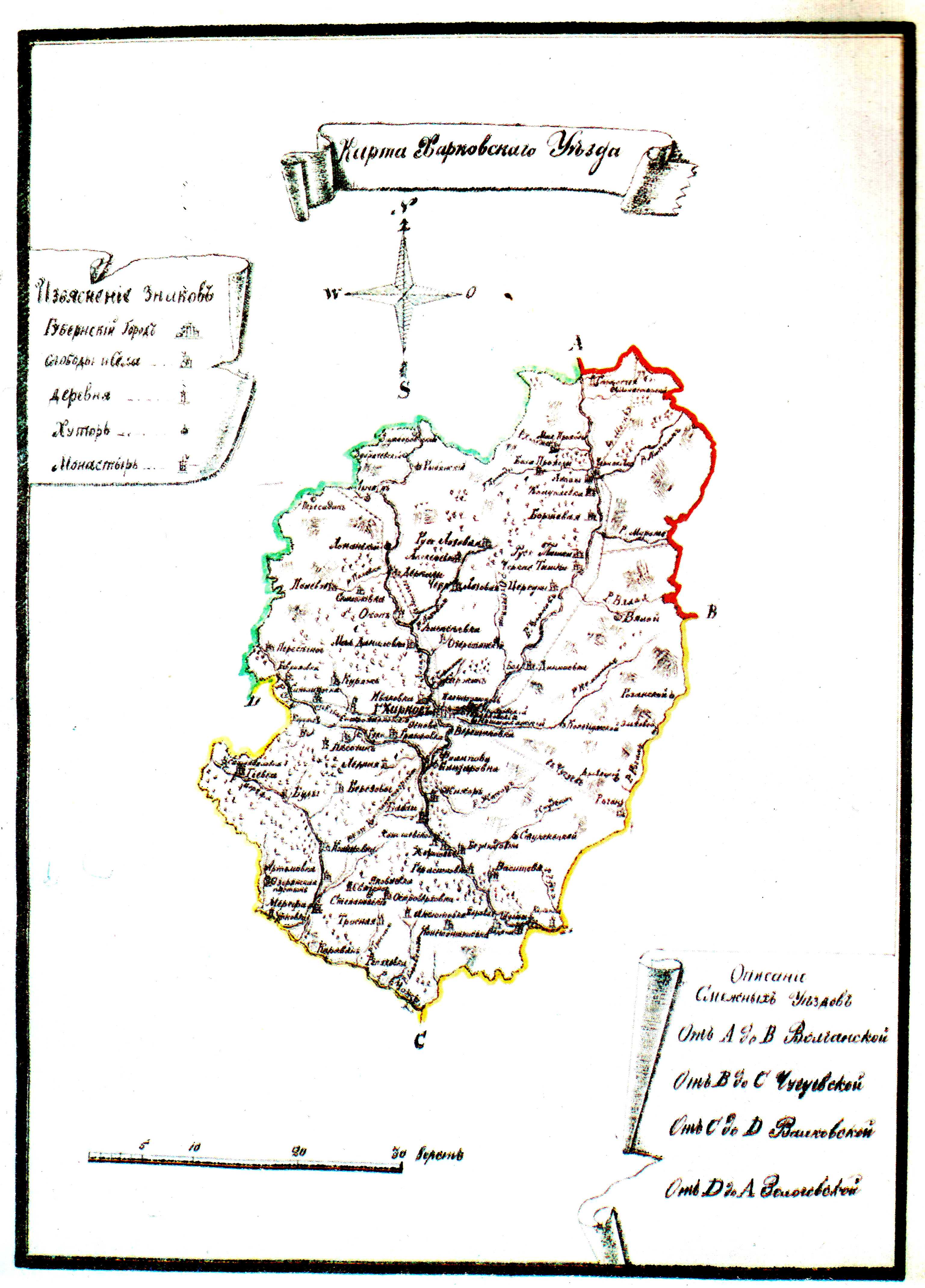
Березовое на карте Харьковского уезда 1788 года

Берёзовка (укр. Березівка) — посёлок, Березовский поселковый совет, Харьковский район, Харьковская область, Украина.
Являлась до 2020 года административным центром Березовского поселкового совета, в который не входили другие населённые пункты.

## Географическое положение
Посёлок городского типа Березовка расположен в 15 км от Харькова.
Ближайшая железнодорожная станция Южный (3 км).
К югу от посёлка находится трасса М-18 (E 105) Харьков—Симферополь,
к северу трасса М-03 (E 40, E 50) Харьков—Киев.
Примыкает к городу Южный.
В посёлке несколько прудов, расположенных в русле реки Берёзовка.

## Происхождение названия
Название произошло от реки Берёзовка (устар. Березовая; в настоящее время обмельчавшей). На реке находится каскад прудов.

## История
- Поселение впервые упоминается в письменных источниках в 1688 году[1] и основано беженцами-переселенцами из Руины (с Правобережной Украины).
- В 1765 гайдамаки осуществили нападение на дом местного помещика.
- В 1849 построен православный храм во имя Илии Пророка.[4]
- В 1862 после того, как «Великая реформа» 1861 года не оправдала надежд крестьян, произошло выступление крестьян против помещика.
- В 1862—1872 Березовка была волостным центром, в состав которого входили: Гиёвка (ныне Люботин), Коротич, Буды.
- 1907 — открытие школы.
- 1918 — создан совхоз «Березовка».
- 1919 — создан первый сельревком.
- 1920 — сельский ревком реорганизован в сельсовет.
- 1921 — организован комитет незаможных селян («незаможников»).
- 1927 — возникло товарищество совместной обработки земли (ТОЗ) «Суспильник» (Соработник), затем артель «Парижская коммуна» им. С. М. Буденного.
- 1931 — создан колхоз «Большевик».
- В 1920—1930-х годах Ильинский храм был канонично православным и принадлежал Харьковской и Ахтырской епархии РПЦ.[4] Священником в 1932 году был иеромонах Орест (Дьяконов, Онисим Васильевич, 1871 года рождения.)[4]
- Во время Великой Отечественной войны с конца октября 1941 по середину февраля 1943 и с начала марта до 29 августа 1943 селение находилось под немецкой оккупацией[5].
- В годы войны 408[6] жителей посёлка воевали на фронтах в рядах Советской армии; из них погибли 227 воинов; 173 из них были награждены орденами и медалями СССР.[7]
- После ВОВ храм Ильи Пророка был снесён.
- В 1969 году село стало пгт (посёлком городского типа).
- По состоянию на начало 1978 года здесь действовали совхоз, цех ручной вышивки Харьковской фабрики «Украинка», дом быта, фельдшерско-акушерский пункт, клуб и две библиотеки[8].
- В 1979 году произошло объединение совхозов «Песочинский» и «Берёзовка» в совхоз «Песочинский» с центром в Берёзовке. Возник новый район пгт «Совхоз»; население Берёзовки резко увеличилось за счет переселенцев со всех уголков СССР, среди которых выделяется группа переселенцев из села Кривицкие Буды Беловского района Курской области РСФСР.
- При СССР в посёлке был построен и работал многоотраслевой совхоз «Берёзовка», центральная усадьба которого находилась здесь; у совхоза были в 1976 2 700 га сельхозугодий, из которых 2160 га пахотных земель[9]; специализировался он на овоще-молочном производстве; в совхозе был цех ручной вышивки.[9]

## Население
- В 1976 году в посёлке жили 2012 человек;[9] в январе 1989 года численность населения составляла 1849 человек[10], по данным переписи 2001 года — 1695 человек, на 1 января 2013 года — 1620 человек[11].

## Объекты социальной сферы
- Детский сад.
- Школа.
- Фельдшерско-акушерский пункт.

## Достопримечательности
- Братская могила советских воинов РККА. Похоронены 35 павших воинов.

## Транспорт
- Через Березовку проходят автобусные маршруты Харьков-Буды[12], Харьков-Южный (Харьковская область)[13], Березовка-Мерефа. Расстояние до ж/д пл. Южный и Зелёный Гай — 3 км, пл. Комаровка — 5 км.

## Спорт
В высшей лиге Чемпионата Харьковского района по футболу успешно выступает команда «Автомобилист», а в чемпионате района среди ветеранов Харьковского района ФК «Березовка».
Реконструируется футбольный стадион.